# Sociedade Promotora da Maioridade

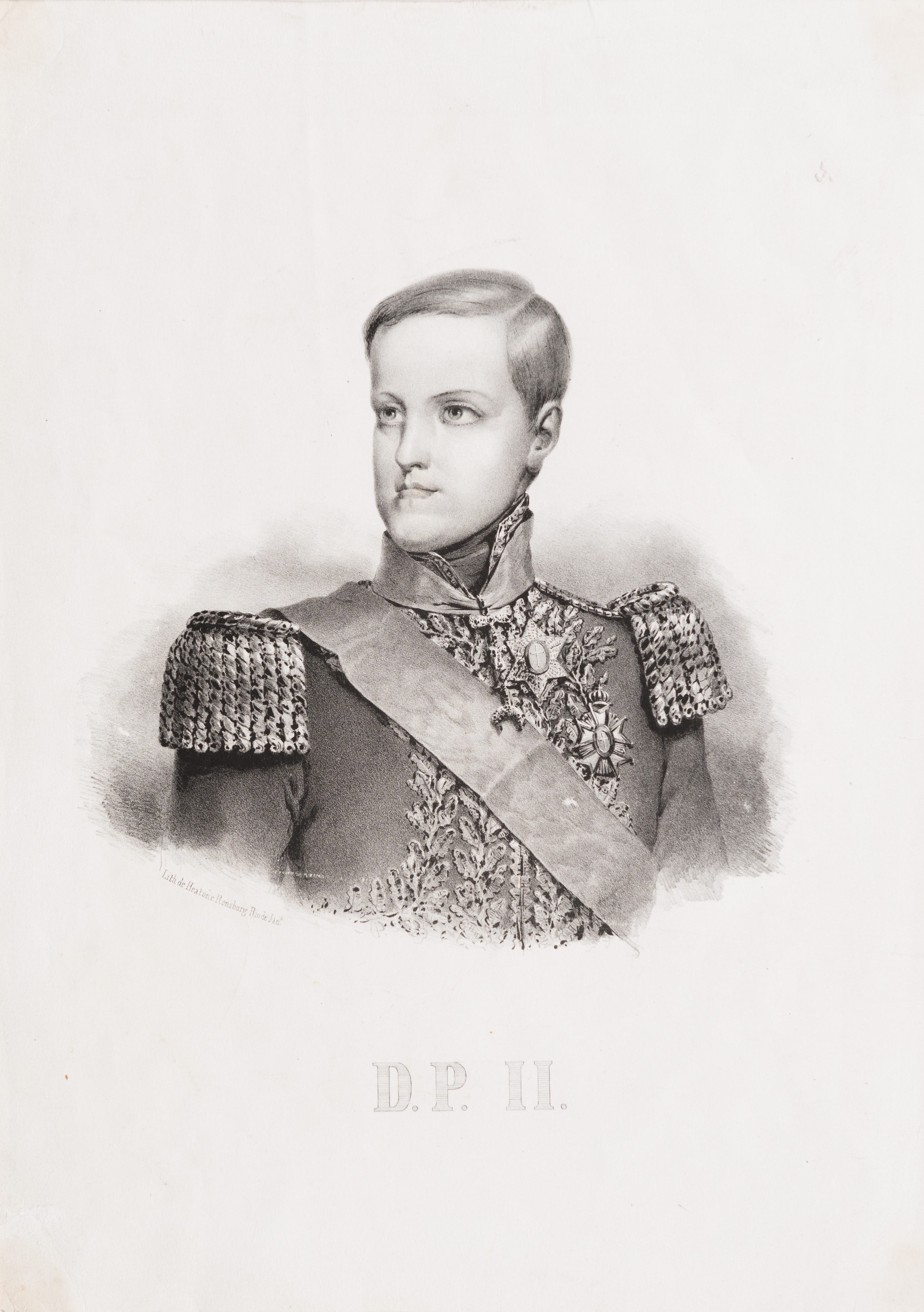
D. Pedro II

A Sociedade Promotora da Maioridade foi fundada no Rio de Janeiro, em 15 de abril de 1840, durante o reinado de D. Pedro II. A sua criação teve como objetivo principal a luta pela antecipação da maioridade do imperador, que na época tinha apenas 14 anos.

A Sociedade surgiu após a morte de D. Pedro I, que deixou o trono para seu filho de apenas cinco anos de idade. Com isso, o país ficou sob a regência de políticos que muitas vezes não tinham os melhores interesses do país em mente.